# Реки Бутана
Реки Бутана образуют четыре основные речные системы: Дрангме, Пуна-Цанг, Ванг-Чу и Торса. Каждая из этих рек быстрыми потоками течёт из Гималаев и через южные Дуары вливается в реку Брахмапутра в Индии, которая далее течёт через Бангладеш, где Брахмапутра (или Джамуна в Бангладеш) присоединяется к реке Ганг (или Падма в Бангладеш), которая впадает в Бенгальский залив.

## Основные речные системы Бутана

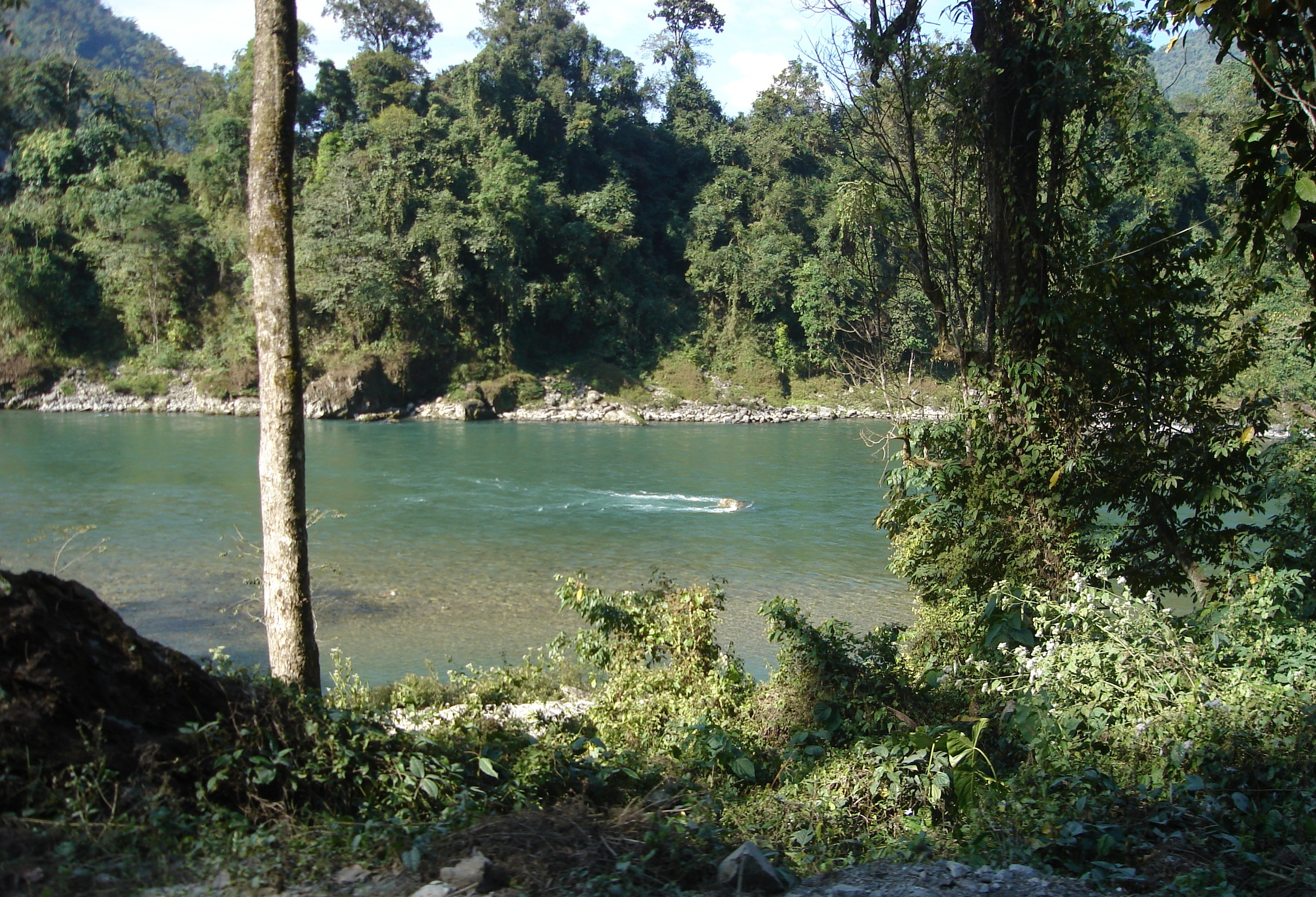
Река Дрангме в районе деревни, Жемганг

Потоки крупнейшей речной системы, Дрангме, текут от юго-западного индийского штата Аруначал-Прадеш и имеют три основных притока: Дрангме, Мангде-Чу и Мурчангфи-Чу / Бумтанг. Эти ветви образуют бассейн Дрангме, который распространяется на большую часть восточного Бутана и долин Тонгса и Бумтанг. В Дуарах, где 8 притоков соединяются в единую водную артерию — Дрангме, которую там называют Манас.
Истоки 320-километровой реки Пуна-Цанг, которая также называется Санкош, текут с северо-запада Бутана и называются Мо-Чу и Пхо-Чу. Они питаются снегами Великого гималайского хребта. Реки этой системы часто выходят из берегов. Они текут на юг к Пунакхе, где они соединяются, образуя Пуна-Цанг, который течёт на юг в индийский штат Западная Бенгалия.

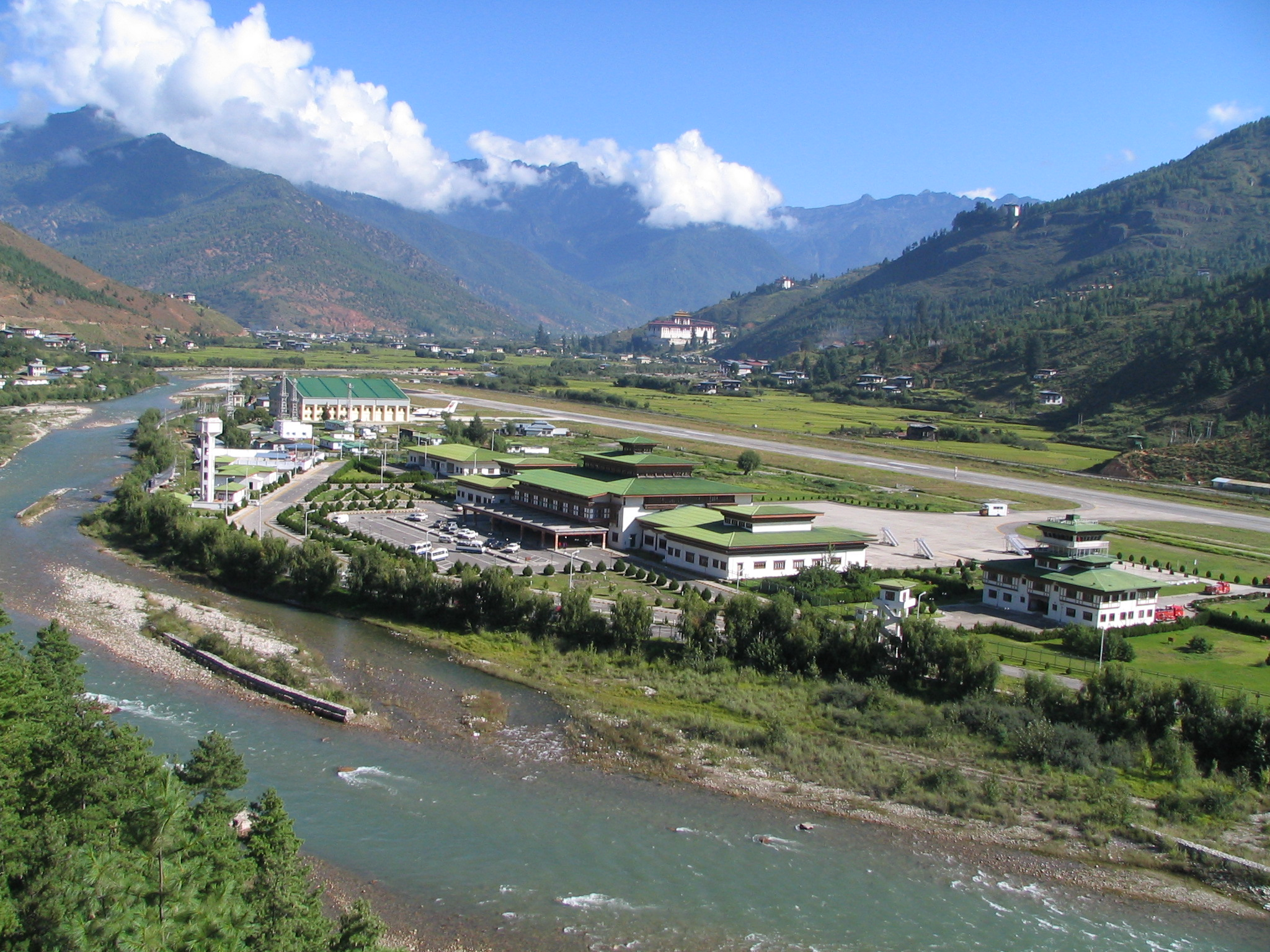
Река Паро (приток Ванг-Чу) рядом с аэропортом Паро

Притоки 370-километровой реки Ванг-Чу набирают силу в Тибете. Ванг течёт в юго-восточном направлении через западно-центральные части Бутана по долинам Ха, Паро, Тхимпху и далее в Дуары, откуда она попадает в Западную Бенгалию, называясь Райгье-Чу (англ. Raigye Chhu).
Небольшая речная система Торса, также известная как Амо в своём северном течении, тоже течёт из Тибета, далее по долине Чумби, быстро протекает по западному Бутану до расширения вблизи Пхунчолинга и далее течёт в Индию.

## Список рек Бутана

### Восточный Бутан
- Манас[2]
  - Дрангме[3]
    - Таванг-Чу (англ. Tawang Chu), или Таванг (англ. Tawang Chhu)[4][5]
    - Гамри или Гамри-Чу (англ. Gamri River)[5]
    - Кулонг-Чу (нем. Kulong Chhu)[2]
    - Куру-Чу[2]
      - Кхома-Чу (нем. Khoma Chhu)

  - Бумтанг (англ. Bumthang River / Murchangphy Chhu), или Бумтанг-Чу, или Мурчангфи-Чу, или Чамкхар, или Менчуганг[2][5]
    - Дур-Чу
    - Рамлинг
    - Чокхор

  - Мангде-Чу (англ. Mangde Chhu / Tongsa), или Тонгса[2][6]
- Пагладья (нем. Pagladiya River)[7]
- Дхансири-нади (нем. Dhansiri Nadi)[4]
- Куриссу (англ. Kurissu River), или Беки
- Путхимари-нади (нем. Puthimari Nadi)[7]
  - Лохайтора (нем. Lokhaitora)
  - Суклай (нем. Suklai)
- Гауранг (англ. Gaurang)

### Западный Бутан
- Санкош, или Пуна-Цанг[2]
  - Мо-Чу[2]
    - Замдо-Нанги
      - Канго
      - Тогцеркаги

    - Бахитунг
    - Коина
    - Джолетанг
    - Лепена
    - Танг-Чу[2]

  - Пхо-Чу (англ. Pho Chhu)[2] (или Ло-Чу, или Пхо)
  - Данг
  - Дага

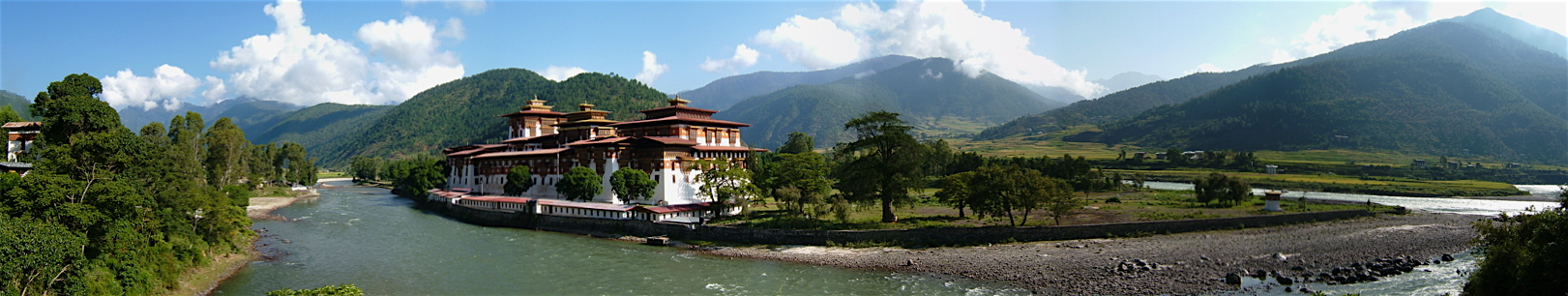
Дзонг Пунакха расположен в месте слияния рек Пхо и Мо-Чу, которые образуют реку Санкош

- Ванг-Чу (или Вонг-Чу, или Райдак, или Чинчу, или Чин-Чу, или Райгье-Чу (англ. Raigye Chhu)[2]
  - Ха-Чу[2]
  - Паро[2], или Паро-Чу
    - Ронсе-Чон
    - Гомирон

  - Тхимпху-Чу (англ. Thimphu Chhu)[4][5]
    - Чагриронг
- Торса, или Амо[2]
  - Кальяни (нем. Kaljani)
- Жалдхака, или Ди-Чу[4]
- Талунг (англ. Talung River)